# DJ Tatanka
Tatanka, właściwie Valerio Mascellino (ur. 18 grudnia 1979 w Sarzana) – włoski DJ tworzący muzykę hardstyle.

## Dyskografia
- 2000 - Supermarco May - Techno Wap (Tatanka Remix) (Sigma Records)
- 2000 - Taky J - Humanoid (Groucho Records)
- 2000 - Pastaman - The Place (Pasta Records)
- 2000 - T.A.T.A.N.K.A. Project - The Bang Ep (Sigma Records)
- 2001 - Pastaman - 2001 Brain Odissey (Pasta Records)
- 2001 - Piero Zeta e Tatanka pres. Dj Ravel - Bolero / Triers (Pasta Records)
- 2001 - Tatanka & Ado The Dream - Kriminal Flash / Now (Pasta Records)
- 2001 - Bison meets The Quacker - I Got Tonight (Activa Records)
- 2001 - K.A.M. - Frequency (Sigma Records)
- 2001 - Pastaman - Uns Miss Felt Es (Pasta Records)
- 2002 - Liquid Fighters - Plasmic (Wicked Records)
- 2002 - Bison & Damir - U Ready From The Beat? (Activa Records)
- 2002 - Shock Project - Sweep (Sigma Records)
- 2002 - Liquid Fighters - Modulation (Wicked Records)
- 2002 - Bison Meet The Quacker - The Light (Activa Records)
- 2002 - Melix - Tek In Jungle (Prospective Records)
- 2002 - Poko Punk - Poko Paka (Wicked Records)
- 2002 - Tatanka - Adios (Overtek)
- 2002 - Charlie (B)Rown - Slam'N'Jam (Tatanka Remix)(Overtek)
- 2003 - The Stone - Impulse (Musique Elettronique Records)
- 2003 - Tee & Pee - Provide (Overtek Records)
- 2003 - Tatanka - Pumpin This (Overtek Records)
- 2003 - The Stomper - Die Menshen Tanzen (Zanzatraxx Records)
- 2003 - Bimbotronik feat. Tatanka - Come On (Zanzatraxx Records)
- 2004 - Tatanka & Peter Damir - Kick It Hard (DJ's United Records)
- 2004 - Ard Un Mark - Akustika (Loud & Clear)
- 2004 - Julian Dj & Davide Sonar - Go Go Go (Tatanka & Peter Damir Rmx) (Kickin' Tunes)
- 2004 - Tatarola - Who Is Calling (Dj's United Records)
- 2004 - Tatact - Your Body (Zanzatraxx Records Records)
- 2005 - Tatarola - Insane (Zanzatraxx Records)
- 2005 - Tatanka - Do You Know This One? (Wings of The Dawn) (Zanzatraxx Records)
- 2005 - Tatanka & Zenith - More Than a Style (TRC)
- 2005 - Dj Sgroogle - Don't Touch This (Dj's United Records)
- 2005 - Tatanka Feat Da rock Mc - Insane (Zanzatraxx Records)
- 2005 - Tatanka - Don't Move (Zanzatraxx Records)
- 2005 - T.A.T. - Track Addicted (Zanzatraxx Records)
- 2005 - K-Traxx - Adventure (Tatanka Rmx) (Zanzatraxx Records)
- 2005 - Bison meets The Quackers - I Got Tonight (2005 Remixes) (Activa Records)
- 2006 - DJ Isaac / Tatanka - Untitled (Nobody Doesn't Like The Records That You Play) (Unknown Label)
- 2006 - Tatanka - Tatanka Doesn't Like The Records That You Play (Unknown Label)
- 2006 - Likquid - C'Mon (Dj's United Records)
- 2006 - KayEm & Dark Angel - Killashot ([[Tatanka & Zatox Rmx]]) (Droppin' Beats)
- 2006 - Bad Elements - Dj Revolutions (Dj's United Records)
- 2006 - Tatanka Project - Floore Massacre / Tripods Attack (Zanzatraxx Records)
- 2006 - Zanza Labs - Control The Mind/Industrial Bug (Zanzatraxx Records)
- 2006 - Wild Motherfucker - Fuck It Up (Droppin' Beats Records)
- 2006 - Zany & Tatanka - Front 2 Back/Wise Guys (Fusion Records)
- 2007 - Tatanka - Mess Up/Repumped (Zanzatraxx Records)
- 2007 - Tatact - Suck My Style / Back To The 90's (Activa Records)
- 2007 - Zanza Labs - DJ's United Remix Files Vol. 1 (DJ's United Records)
- 2007 - Black & White - Dirty Games (Tatanka Rmx) (Dance Pollution)
- 2007 - Wild Motherfuckers - Fother Mucker (Zanzatraxx Records)
- 2007 - Tat & Zat - Gold Medley Strange (Droppin Beats Records)
- 2007 - T4t4nk4 - Let's Rock (Zanzatraxx Records)
- 2007 - Mad@Faq - Make Some Noise (T.A.T. Rmx) (Dj's United Records)
- 2008 - Tatanka meets Headhunterz / Tatact - Call It Music / W.U.W.H. (Zanzatraxx Records)
- 2008 - Tatanka - Zanzarismo/Biological Chemistry (ZanzaLabs)
- 2008 - Tatanka - Borderline (Zanzatraxx Records)
- 2008 - Katy Perry - I kissed a girl (Tatanka remix)
- 2008 - Wild Motherfuckes - B2BW
- 2008 - Tatanka Presents J.Hiroshy - Showtime (Original Mix)/(Tatanka Rmx)
- 2009 - Tatanka - Bordeline(Parto Mix)/(Original Mix)
- 2009 - Tatanka & Zany Feat. Mc DV8 - The Recepy/Connection
- 2009 - Tat & Zat - Proud To Be Loud
- 2009 - Tat & Zat - Skeleton
- 2009 - T.A.T.A.N.K.A Project - Dj's Life
- 2009 - Tatanka & Zatox - Gangsta (ZanzaLabs)
- 2009 - Tatact - Taaac (Renato Mix)
- 2009 - Tatact - Taaac (Bisaid Mix)
- 2009 - Tat& Zat - Hardstyle Family / Gangsta
- 2009 - Tatanka - Roba Dell' Altro Mondo/Doom's Day
- 2010 - Tatanka - Fuckin' Tune / Yellow
- 2010 - Tat & Zat - Kick In Ass
- 2010 - Tatanka - WTDG/Tokyo
- 2010 - Tatact - Seiv Mai Nait
- 2011 - Tatanka - On a Cloud
- 2011 - Tatanka - Afrika E.P. (DJs United Zanzatraxx)
- 2011 - Tat & Zat - Reaction (Zanzalabs)
- 2011 - Tatanka Project - Floor Massacre MMXII (Zanzalabs)
- 2011 - Wild Motherfuckers - Wildest (Zanzalabs)
- 2011 - Tatanka - Doom's Day (The R3belz Remix) (Zanzalabs)
- 2011 - Tatanka - Eternal (Zanzatraxx)
- 2011 - Tatanka & Zatox present Wild Motherfuckers - Hard Bass (B25 Records)
- 2011 - Wild Motherfuckers - Wildest
- 2012 - Tatanka - AKT (ZanzaLabs)
- 2012 - Tatanka - A True Story/Feel It (Zanzalabs)
- 2012 - Tat & Zat - The Mj Syndrome
- 2012 - Wild Motherfuckers - We don't Care
- 2012 - Tatanka - Arabika
- 2013 - Tatanka - Don't Give Up
- 2013 - Tatanka - Shine Again
- 2014 - Tatanka - Your Wake Up Call
- 2014 - Tatanka - Klassika
- 2014 - Tatanka - Dat Gigi Thing
- 2018 - Tatanka - The Process